# Neaghi
Neaghi – polski zespół wykonujący muzykę progressive thrash/death metal, powstały w 2018 roku we Wrocławiu. Założycielami zespołu są wokalista Mariusz „Lever” Nowak oraz basista Wojciech „Wojbass” Lesiecki do których dołączył perkusista Łukasz „Lukas” Boratyn oraz gitarzyści Michał Kaszczyszyn i Adam Mickiewicz.
W 2020 roku zespół nawiązał współpracę z brytyjskim producentem, byłym gitarzystą Karybdis Harshą Dasari. Jej efektem był wydany przez wytwórnię Soliton w lipcu 2021 roku album Whispers of Wings, uznany przez Radio Wnet za jedną z najlepszych polskich płyt 2021 roku bez podziału na gatunki i style. Album, na którym gościnnie zagrał m.in. Caleb Bingham – były gitarzysta Five Finger Death Punch, spotkał się z bardzo pochlebnymi recenzjami fachowej prasy m.in. Metal Hammer, Teraz Rock oraz portali muzycznych. Po nagraniu płyty zespół opuścili gitarzyści Michał Kaszczyszyn i Adam Mickiewicz a ich miejsce zajęli Paweł „Paul” Pawłowicz oraz Arthur „Archee” Geraskov.

## Muzycy
Obecny skład zespołu
- Mariusz „Lever” Nowak – śpiew
- Dannil "Dan" Prokopchuk - gitara
- Wojciech „Wojbass” Lesiecki – gitara basowa
- Łukasz „Lukas” Boratyn – perkusja

Byli członkowie zespołu
- Michał Kaszczyszyn – gitara
- Paweł „Paul” Pawłowicz – gitara
- Adam Mickiewicz – gitara
- Arthur „Archee” Geraskov – gitara

## Dyskografia
- Whispers of Wings – longplay, 2021